# Il ritorno del lupo (film)
Il ritorno del lupo (Whistling in Dixie) è un film del 1942 diretto da S. Sylvan Simon.
È il secondo di una serie di tre film che hanno come protagonista il personaggio, interpretato dal comico Red Skelton, di The Fox (La Volpe, tradotto in italiano come Il Lupo). Gli altri due film furono La prima notte in tre (1941) e Whistling in Brooklyn (1943).

## Produzione
Il film fu prodotto dalla Metro-Goldwyn-Mayer e venne girato nel giugno 1942.

## Distribuzione
Il copyright del film, richiesto dalla Loew's Inc., fu registrato il 2 settembre con il numero LP11619. Distribuito dalla Metro-Goldwyn-Mayer con il titolo originale Whistling in Dixie, il film fu presentato in prima a New York il 31 dicembre 1942.
In Italia, distribuito dalla Metro Goldwyn Mayer, ottenne il visto di censura numero 8131 nel giugno 1950